# Andrzej Mikłaszewicz
Andrzej Mikłaszewicz (ur. 1956) - dziennikarz, m.in. zastępca redaktora naczelnego tygodnika Fakty, zastępca redaktora naczelnego dziennika Nowa Europa i wicedyrektor biura informacji i komunikacji społecznej Kancelarii Prezydenta RP w czasie prezydentury Aleksandra Kwaśniewskiego.

## Życiorys
Jest absolwentem Szkoły Głównej Planowania i Statystyki (1982) i Podyplomowego Dziennego Studium Dziennikarstwa Uniwersytetu Warszawskiego (1985). W latach 1980–81 był działaczem Niezależnego Zrzeszenia Studentów przy SGPiS. Pełnił funkcję wicedyrektora biura informacji i komunikacji społecznej Kancelarii Prezydenta RP w czasie prezydentury Aleksandra Kwaśniewskiego.

### Nagrody
- 1981 - Nagroda literacka Uniwersytetu Warszawskiego Błękitny prochowiec;
- 1989 - Wyróżnienie rzecznika praw obywatelskich za publicystykę na łamach Przeglądu Tygodniowego dotyczące odszkodowań za mienie zabużańskie;
- 1992 - Nagroda wiceministra obrony narodowej za publicystykę dotyczącą spraw wojska i obronności.